# Trigyro-rhombicosidodécaèdre
En géométrie, le trigyro-rhombicosidodécaèdre est un des 92 solides de Johnson (J 75). Il contient 20 triangles, 30 carrés et 12 pentagones. 
Il fait partie également des polyèdres canoniques.

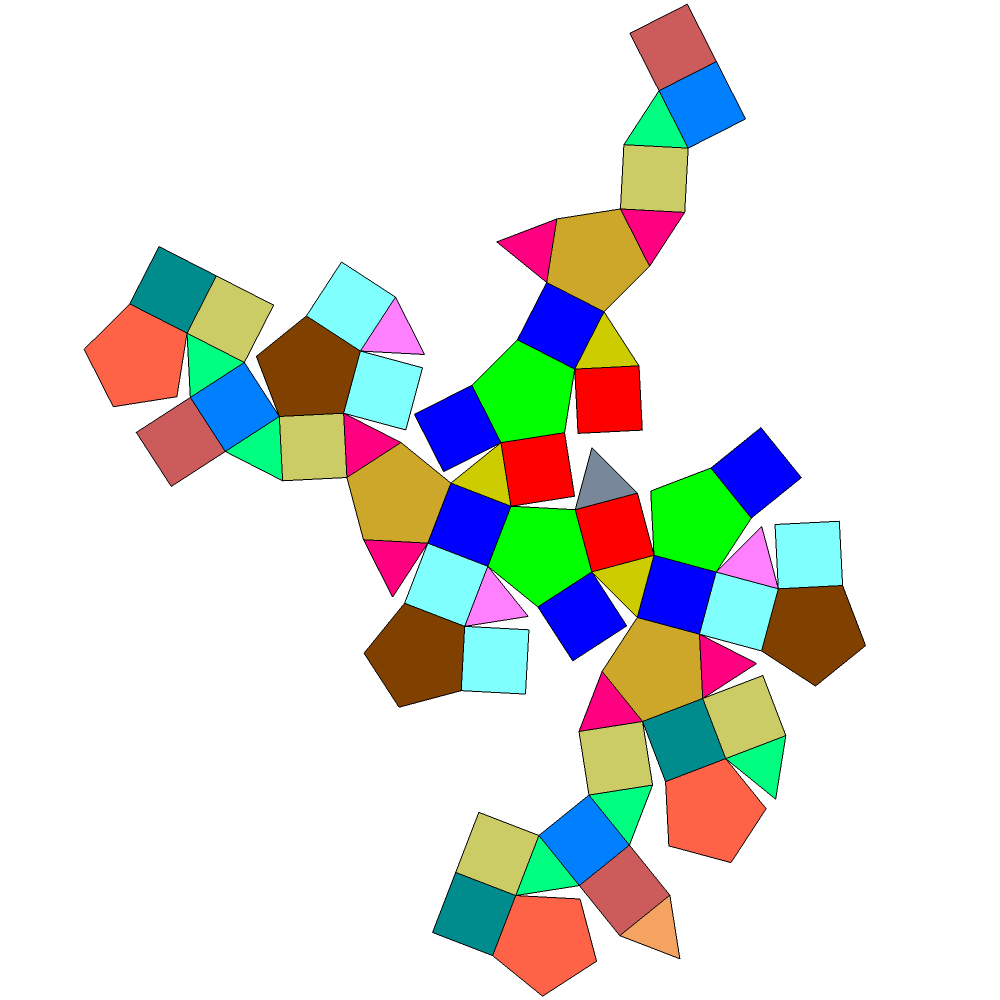
Développement du trigyro-rhombicosidodécaèdre

Comme son nom l'indique, ce polyèdre peut être obtenu à partir du rhombicosidodécaèdre en pivotant de 36 degrés trois des coupoles pentagonales.
Trois autres solides de Johnson sont également obtenus par rotation d'une ou plusieurs coupoles pentagonales: le gyro-rhombicosidodécaèdre (J72) avec une seule coupole pivotée, le parabigyro-rhombicosidodécaèdre  (J73) avec deux coupoles opposées et le métabigyro-rhombicosidodécaèdre (J74) avec deux coupoles non opposées.